# ساروناس جاسيكفسيوس
ساروناس جاسيكفسيوس مواليد 5 مارس 1976 في كاوناس، هو لاعب كرة سلة ليتواني بدأ مسيرته الاحترافية في سنة 1998. يبلغ طوله 6 قدم 4.75 بوصة (1.9 م). مثّل منتخب بلاده. شارك في مسابقة كرة السلة في الألعاب الأولمبية الصيفية. اعتزل اللعب في 2014.

## فرق لعب لها
- ليتوفوس رايتس
- نادي برشلونة لكرة السلة
- مكابي تل أبيب لكرة السلة
- إنديانا بايسرز
- غولدن ستايت ووريورز
- فنربخشة لكرة السلة

## الميداليات
| الميدالية | المسابقة                         |
| --------- | -------------------------------- |
| ذهبية     | بطولة أمم أوروبا لكرة السلة 2003 |
| برونزية   | بطولة أمم أوروبا لكرة السلة 2007 |

## روابط خارجية
- ساروناس جاسيكفسيوس على موقع الاتحاد الدولي لكرة السلة (الإنجليزية)
- ساروناس جاسيكفسيوس على موقع الدوري الأوروبي لكرة السلة (الإنجليزية)
- ساروناس جاسيكفسيوس على موقع إن بي أي (الإنجليزية)
- ساروناس جاسيكفسيوس على موقع سبورتس رفرنس (الإنجليزية)
- ساروناس جاسيكفسيوس على موقع الدوري الإسباني لكرة السلة (الإسبانية)
- ساروناس جاسيكفسيوس على موقع كرة السلة الأوروبية.كوم (الإنجليزية)
- ساروناس جاسيكفسيوس على موقع كلية كرة السلة في سبورتس رفرنس.كوم (الإنجليزية)
- ساروناس جاسيكفسيوس على موقع ريلجم (الإنجليزية)
- ساروناس جاسيكفسيوس على موقع بروبوليرز (الإنجليزية)
- ساروناس جاسيكفسيوس على موقع سبورتس رفرنس (الإنجليزية)